# Loket (Einheit)

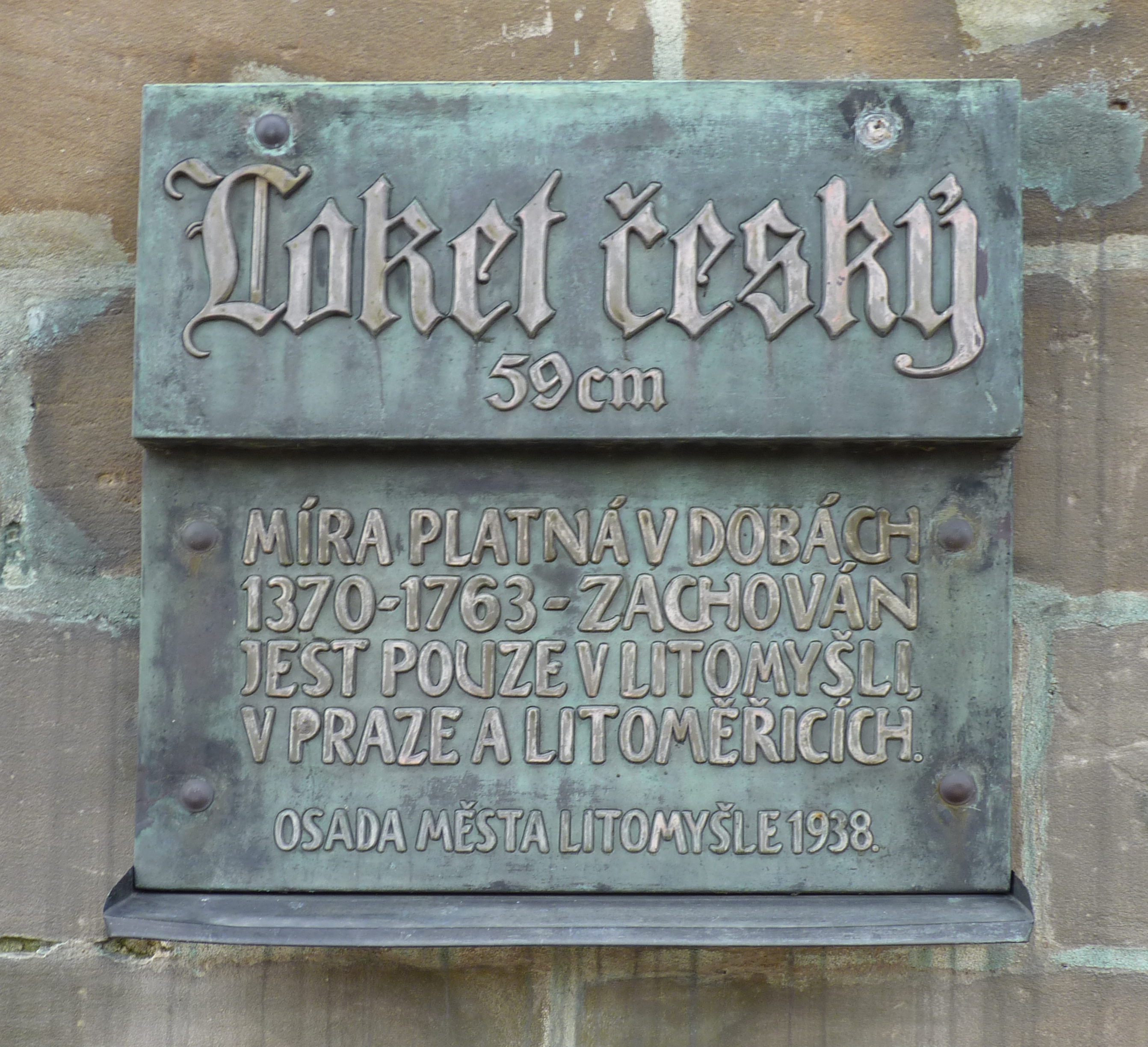
Tschechische Elle, Tafel am Rathaus in Litomyšl

Loket war ein Längenmaß in Böhmen, Mähren, in der Prager Region und Schlesien. Das Maß entsprach der Elle.
- im 17. Jahrhundert 1 Loket = 24 Palců/Zoll = 0,5914 Meter
  - 1 Palec = 12 Čárska/Linie (1 Č.= 0,00219 Meter) = 0,0246 Meter
  - 3 Lokty/Elle = 1 Sáh/Klafter = 1,7742 Meter
  - 4 Lokty/Elle = 1 Látro/Lachter = 2,3656 Meter
  - 52 Loktů = 1 Provazec = 30,7528 Meter
- im 19. Jahrhundert 1 Loket = 0,777 Meter